# Hladetina
Hladetina,  aspik, pače, pitije, pihtija, mrzletina, drče, žele, žulica, đelatina je ohlađena juha od svinjskog mesa sa začinima i korjenastim povrćem. Ovo je zimsko jelo koje se servira kao hladno predjelo.
Priprema se od svih vrsta mesa, pa i od ribe. Može se kombinirati s povrćem. 
Hladetina se udomaćila i kao blagdansko jelo, pa je u tim prigodama česta hladetina od svinjetine s korjenastim povrćem i jajima. 

## Priprema
Svinjetina se očisti, pa se dijelovi stave u veću posudu i preliju hladnom vodom toliko da pokrije meso. To se zatim kuha na laganoj vatri dok voda zavrije. Tada se na površini pojavljuje pjena koja se skida i baca, a zatim se u kipuću vodu ubaci lovor, korijen peršina, celera i pastrnjaka, papar i mrkva. Poklopljen lonac se zatim kuha na laganoj vatri 3 do 4 sata, otprilike do trenutka dok se meso ne počne odvajati od kosti.
Juha se zatim procijedi u drugu posudu, a meso se pažljivo odvaja od kosti. Kožurice i hrskavice se ostavljaju, a kosti se bacaju. Korijen peršina, celera i pastrnjaka, papar i češnjak se odvajaju.
Posebno kuhana – tvrdo kuhana jaja, se narezuju na kulutiće. Juha se zatim ostavlja da se ohladi, te se nakupljena masnoća odstranjuje.

## Hlađenje
Ovako pripremljeni sastojci su spremni za hlađenje, preporučljivo u manjim posudicama, a može i u jednoj većoj posudi (pa će se kod serviranja rezati na šnite. Na dno posude se stavljaju kolutići kuhanog jaja, uokolo jaja se stavljaju kolutići mrkve, a preko toga ide red mesa. Zatim se sve to prelije juhom, te se stavi u hladnjak. Hladetinu je najbolje napraviti dan prije serviranja.

## Serviranje
Kod serviranja, nožem se pažljivo odvaja hladetinu od ruba posudice, te je se prevrće na tanjur, kao kakav puding. Servirana hladetina se može ukrasiti listovima peršina, posuti crvenom paprikom ili sitno narezanim češnjakom.